# 서경 9도
서경 9도(西經9度)는 본초 자오선에서 서쪽으로 9도 떨어진 경선이다. 북극점에서 시작하여 북극해, 유럽, 아프리카, 대서양, 남극해, 남극을 거쳐 남극점에 이른다.
서경 9도는 동경 171도와 이어져 지구의 둘레를 이룬다.

북극점에서 남극점까지 서경 9도선은 다음 지역을 지나간다.
| 좌표                                                | 나라, 지역, 해역 | 비고                                                                                              |
| --------------------------------------------------- | ---------------- | ------------------------------------------------------------------------------------------------- |
| 북위 90° 0′ 서경 9° 0′  / 북위 90.000° 서경 9.000°  | 북극해           |                                                                                                   |
| 북위 82° 8′ 서경 9° 0′  / 북위 82.133° 서경 9.000°  | 대서양           |                                                                                                   |
| 북위 70° 52′ 서경 9° 0′  / 북위 70.867° 서경 9.000° | 노르웨이         | 얀마위엔 섬                                                                                       |
| 북위 70° 49′ 서경 9° 0′  / 북위 70.817° 서경 9.000° | 대서양           |                                                                                                   |
| 북위 54° 18′ 서경 9° 0′  / 북위 54.300° 서경 9.000° | 아일랜드         |                                                                                                   |
| 북위 51° 34′ 서경 9° 0′  / 북위 51.567° 서경 9.000° | 대서양           |                                                                                                   |
| 북위 43° 14′ 서경 9° 0′  / 북위 43.233° 서경 9.000° | 스페인           | 본토와 살보라 섬                                                                                  |
| 북위 42° 28′ 서경 9° 0′  / 북위 42.467° 서경 9.000° | 대서양           |                                                                                                   |
| 북위 39° 48′ 서경 9° 0′  / 북위 39.800° 서경 9.000° | 포르투갈         | 리스본 (북위 38° 42′ 서경 9° 8′  / 북위 38.700° 서경 9.133° )의 바로 동쪽을 지나감                |
| 북위 38° 27′ 서경 9° 0′  / 북위 38.450° 서경 9.000° | 대서양           | 상빈셍트 곶, 포르투갈 (북위 37° 1′ 서경 8° 59′  / 북위 37.017° 서경 8.983° )의 바로 서쪽을 지나감 |
| 북위 32° 47′ 서경 9° 0′  / 북위 32.783° 서경 9.000° | 모로코           |                                                                                                   |
| 북위 27° 40′ 서경 9° 0′  / 북위 27.667° 서경 9.000° | 서사하라         | 모로코가 영유권 주장                                                                              |
| 북위 26° 0′ 서경 9° 0′  / 북위 26.000° 서경 9.000°  | 모리타니         |                                                                                                   |
| 북위 15° 30′ 서경 9° 0′  / 북위 15.500° 서경 9.000° | 말리             |                                                                                                   |
| 북위 12° 22′ 서경 9° 0′  / 북위 12.367° 서경 9.000° | 기니             |                                                                                                   |
| 북위 7° 14′ 서경 9° 0′  / 북위 7.233° 서경 9.000°   | 라이베리아       |                                                                                                   |
| 북위 4° 58′ 서경 9° 0′  / 북위 4.967° 서경 9.000°   | 대서양           |                                                                                                   |
| 남위 60° 0′ 서경 9° 0′  / 남위 60.000° 서경 9.000°  | 남극해           |                                                                                                   |
| 남위 70° 27′ 서경 9° 0′  / 남위 70.450° 서경 9.000° | 남극             | 퀸모드랜드 — 노르웨이가 영유권을 주장한다.                                                        |

## 같이 보기
- 서경 8도
- 서경 10도